# エンジニア・アーキテクト
エンジニア・アーキテクトとは、アーキテクチュアル・エンジニアリング（Architectural engineering）を行う建築家、構造技術者(構造家)のことをさす。
そもそもは村松貞次郎が自著で幕末から明治初期にかけて、ヨーロッパの建築家が来日し活躍する前に、技術者の領分で活躍していた建築従事者を指して建築家的技術者(エンジニア・アーキテクト)と紹介している。彼らはヨーロッパの建築家ではなくまたそうした教育を受けておらず今日の目で見ても完全にエンジニアであり、自分が持つエンジニアとしてのキャリアで次々と西洋建築を日本に建てていった。
プリンストン大学のデビット・P・ビリントン教授が1983年に著した『"The Tower and The Brdge" Epiiogue』(日本では伊藤学+杉山和雄監訳「橋と塔」鹿島出版会、2001)では、Structural Artest という名を当てている。またこの書によると、本来エンジニアであるが、構造家として建築物の仕事をも手がけたギュスターヴ・エッフェルやフェリックス・キャンデラ、ピエール・ルイージ・ネルヴィなど、ある書物では建築家と紹介されたり、構造の国際会議の講演においては、オヴ・アラップは建築についての講演しかしないこと、を指摘している。このほか20世紀を代表するコンクリート橋や建築構造を多数設計したスイスの構造技術者ロベール・マイヤール、チューリッヒのスイス連邦工科大学（ETH）教授として多くの技術者を育成したクリスチャン・メンやサンチャゴ・カラトラバらを、篠原修は、彼ら構造家を紹介したその本のタイトルに「土木造形家(エンジニア・アーキテクト) 百年の仕事」として、エンジニア・アーキテクトの名を出現させている。またこの本では、テクニカルアプローチで設計する建築家、ノーマン・フォスターやレンゾ・ピアノらも、エンジニア・アーキテクトとしていて、本文中中村良夫に指摘されたことを記している。